# Garather Mühlenbach

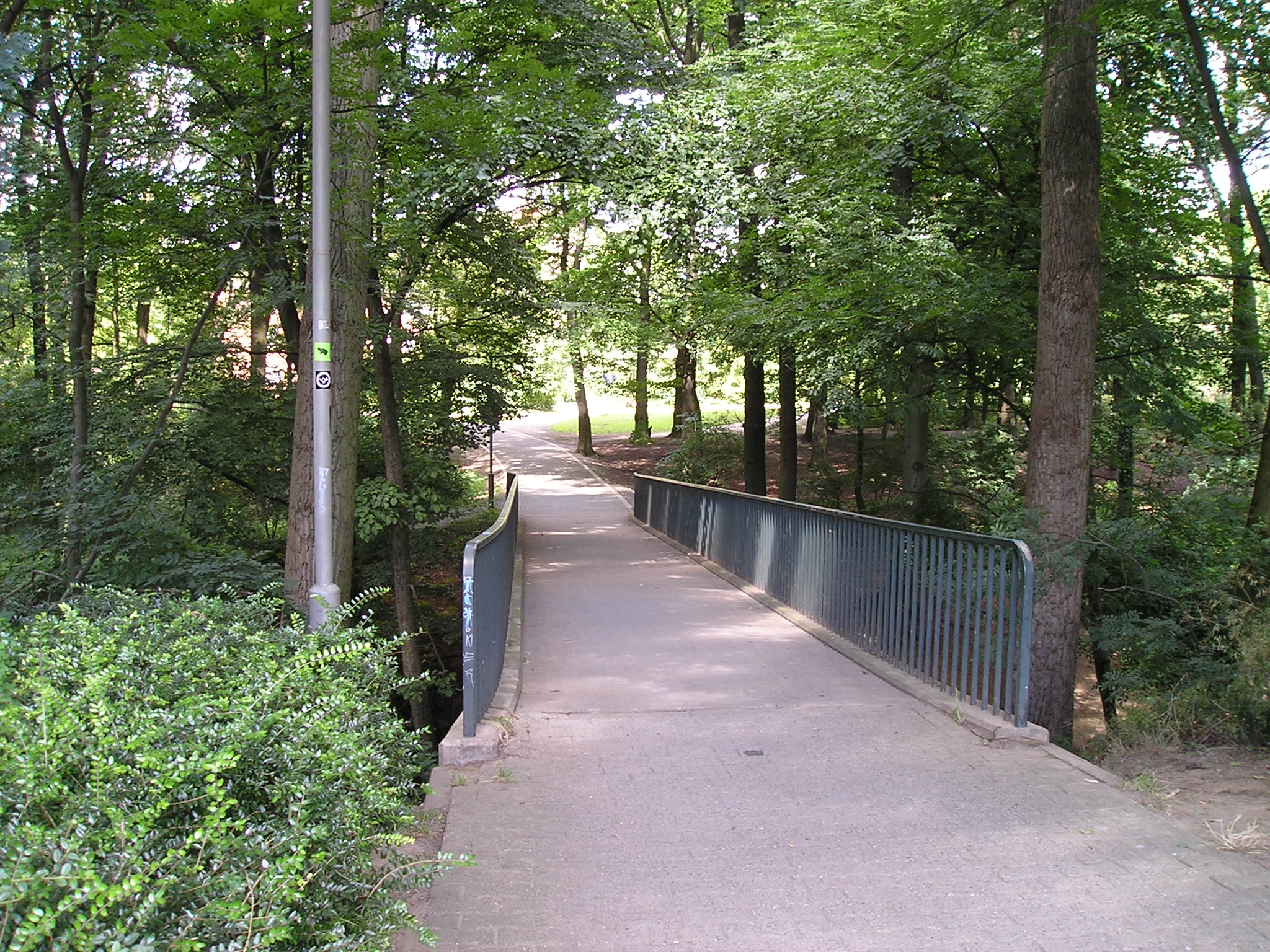
Fußgängerbrücke über den Garather Mühlenbach

Der Garather Mühlenbach ist ein ungefähr 10 Kilometer langer Bach. Er berührt die nordrhein-westfälischen Städte Solingen, Hilden, und Düsseldorf.
Der Garather Mühlenbach entspringt in zwei Quellen in einem Waldgebiet zwischen Bauermannsheide, dem Solinger Vogel- und Tierpark sowie dem ehemaligen Stadion am Hermann-Löns-Weg im Westen des Solinger Stadtteils Ohligs. Er wird an seinem Oberlauf auf Solinger Stadtgebiet auch Kalversterzer Bach genannt und fließt dort 20 Meter unterhalb einer Hochspannungsleitung in einem Rohr. Westlich von Brabant bildet der Bach die natürliche Stadtgrenze zwischen Solingen und Hilden.
Bei Schloss Garath mündet der Galkhauser Bach in den Garather Mühlenbach. Unterhalb dieser Mündung, etwa ab Erreichen der Flussaue des Rheins bei Hellerhof wird er dann als Urdenbacher Altrhein bezeichnet. Ein weiterer Zufluss im Garather Schlosspark in Düsseldorf-Garath ist der Viehbach bzw. Riethrather Bach, der in Solingen-Mitte entspringt, ihm aus Langenfeld zufließt und früher die Riethrather Mühle antrieb. Außerdem mündet der Horster Flutgraben, der von der Itter gespeist wird, in den Garather Mühlenbach. Die Einleitung des Wassers der Itter ist wegen der schlechten Qualität durch die Belastung mit organischen und chemischen Substanzen umstritten.
Zuständig für den Gewässerunterhalt ist der Bergisch-Rheinische Wasserverband.